# Teuthraustes glaber
Espèce
Teuthraustes glaber est une espèce de scorpions de la famille des Chactidae.

## Distribution
Cette espèce est endémique de la région de Loreto au Pérou. Elle se rencontre vers Pebas.

## Description
La femelle holotype mesure 55 mm.

## Publication originale
- Kraepelin, 1912 : Neue Beiträge zur Systematik der Gliederspinnen. II. Chactinae (Scorpiones). Mitteilungen aus dem Naturhistorischen Museum (2. Beiheft zum Jahrbuch der Hamburgischen Wissenschaftlichen Anstalten), vol. 29, no 2, p. 45-88 (texte intégral).